# Лонжвиль-сюр-Монь
Лонжви́ль-сюр-Монь (фр. Longeville-sur-Mogne) — коммуна во Франции, находится в регионе Шампань — Арденны. Департамент — Об. Входит в состав кантона Буйи. Округ коммуны — Труа.
Код INSEE коммуны — 10204.
Коммуна расположена приблизительно в 150 км к юго-востоку от Парижа, в 95 км южнее Шалон-ан-Шампани, в 17 км к югу от Труа.

## Население
Население коммуны на 2008 год составляло 106 человек.
| 1962 | 1968 | 1975 | 1982 | 1990 | 1999 | 2008 |
| ---- | ---- | ---- | ---- | ---- | ---- | ---- |
| 56   | 42   | 67   | 87   | 106  | 94   | 106  |

## Экономика

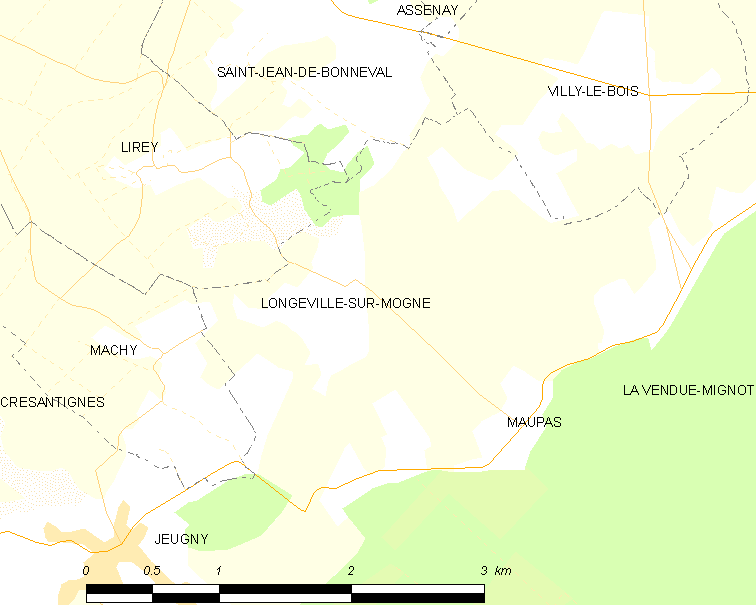
Карта коммуны

В 2007 году среди 70 человек в трудоспособном возрасте (15—64 лет) 48 были экономически активными, 22 — неактивными (показатель активности — 68,6 %, в 1999 году было 60,7 %). Из 48 активных работали 45 человек (24 мужчины и 21 женщина), безработных было 3 (2 мужчины и 1 женщина). Среди 22 неактивных 6 человек были учениками или студентами, 11 — пенсионерами, 5 были неактивными по другим причинам.